# Euroregion Neiße
Die Euroregion Neiße (ERN), auch Euroregion Neisse-Nisa-Nysa, ist eine seit 1991 bestehende, grenzüberschreitende Zusammenarbeit im Grenzgebiet zwischen Deutschland, Polen und Tschechien. Die Fläche der Euroregion beträgt 11.921 km² und die Bevölkerungszahl 1.531.907 Einwohner (Stand: 31. Dezember 2016).

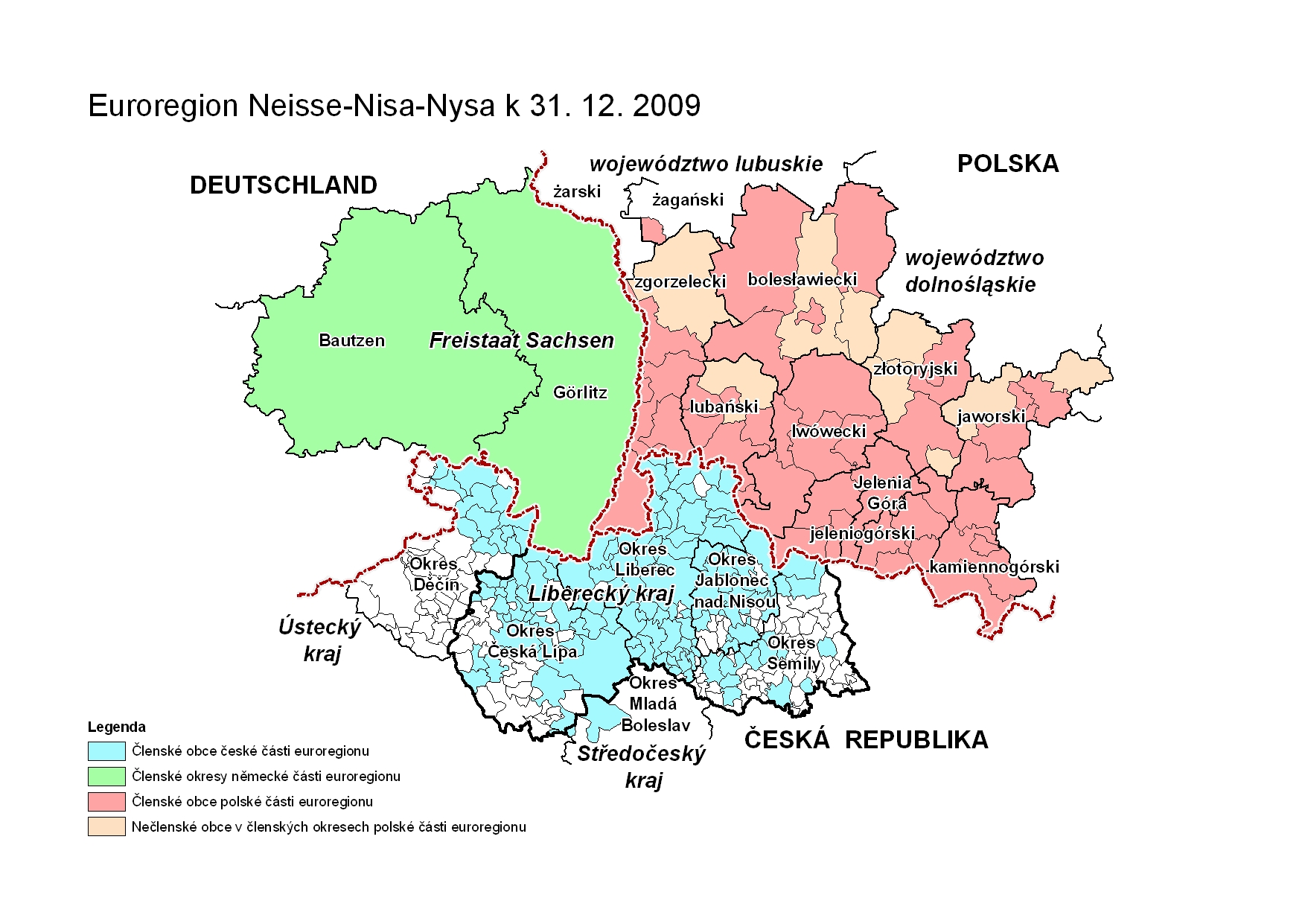
Mitglieder der Euroregion Neiße (Stand Ende 2009)

## Ziele der Region
- Beseitigung der negativen Einwirkung der staatlichen Grenzen
- Verbesserung des Lebensstandards der Einwohner der Euroregion
- Verbesserung der natürlichen und kulturpolitischen Bedingungen des Lebens
- Entwicklung des Wirtschaftspotentials in der Euroregion mittels gezielter Kooperationsbeziehungen auf vielen Ebenen

## Deutsche Mitglieder der Euroregion Neisse e. V.
- Landkreis Bautzen (obersorbisch: Budyšin)
- Landkreis Görlitz (obersorbisch: Zhorjelc; polnisch: Zgorzelec)
- Marketinggesellschaft Oberlausitz-Niederschlesien mbH

## Tschechische Mitglieder der Euroregion Nisa
- Okres Liberec (Bezirk Reichenberg in Böhmen)
- Okres Česká Lípa (Bezirk Böhmisch Leipa)
- Okres Jablonec nad Nisou (Bezirk Gablonz)
- Okres Semily (Bezirk Semil)
- Okres Děčín (Bezirk Tetschen)
- Bělá pod Bezdězem (Weißwasser in Böhmen)

## Polnische Mitglieder der Euroregion Nysa
Bogatynia (Reichenau), Bolesławiec – miasto (Bunzlau – Stadt), Bolesławiec – powiat (Bunzlau – Landkreis), Bolków (Bolkenhain), Gozdnica (Freiwaldau), Gromadka, Gryfów Śląski (Greiffenberg in Schlesien), Janowice Wielkie, Jawor (Jauer), Jelenia Góra (Hirschberg), Jelenia Góra – powiat (Hirschberg – Landkreis), Jeżów Sudecki (Grunau), Kamienna Góra – miasto (Landeshut – Stadt), Kamienna Góra – gmina (Landeshut – Gemeinde), Kamienna Góra – powiat (Landeshut – Landkreis), Karpacz (Krummhübel), Kowary (Schmiedeberg), Leśna (Marklissa), Lubań – miasto (Lauban – Stadt), Lubań – powiat (Lauban – Landkreis), Lubawka (Liebau i. Schlesien), Lubomierz, Lwówek Śląski (Löwenberg in Schlesien), Lwówek Śl. – powiat (Löwenberg – Landkreis), Łęknica (Lugknitz), Marciszów, Mirsk (Friedeberg), Mściwojów, Mysłakowice (Zillerthal), Nowogrodziec (Naumburg am Queis), Olszyna (Mittel Langenöls), Osiecznica (Wehrau), Paszowice, Piechowice (Petersdorf), Pieńsk (Penzig), Platerówka, Podgórzyn (Giersdorf), Przewóz (Priebus), Siekierczyn, Stara Kamienica, Sulików (Schönberg), Szklarska Poręba (Schreiberhau), Świeradów-Zdrój (Bad Flinsberg), Świerzawa (Schönau an der Katzbach), Węgliniec (Kohlfurt), Wleń (Lähn), Gmina Wymiarki, Żary – powiat (Sorau – Landkreis), Zawidów (Seidenberg), Zgorzelec – gmina (Görlitz – Gemeinde), Zgorzelec – miasto (Görlitz – Stadt), Zgorzelec – powiat (Görlitz – Landkreis), Złotoryja – gmina (Goldberg – Gemeinde), Złotoryja – miasto (Goldberg – Stadt), Złotoryja – powiat (Goldberg – Landkreis)